# Новотроїцьке (Совєтський район)
Новотро́їцьке (рос. Новотроицкое, марій. Новотроицк) — присілок у складі Совєтського району Марій Ел, Росія. Входить до складу Алексієвського сільського поселення.

## Населення
Населення — 2 особи (2010; 14 у 2002).
Національний склад (станом на 2002 рік):
- марі — 93 %